# اثر زمین (آیرودینامیک)
اثر زمین (انگلیسی: Ground effect) در هواگرد ثابت‌بال به حالتی گفته می شود که هواگرد در نزدیکی یک سطح ثابت(مانند زمین) در حال حرکت باشد، در این حالت نیروی برآر افزایش و نیروی پسار کاهش می یابد. این پدیده باعث می شود خلبان در حالت فرود حس کند هواگرد در حالت معلق و شناور قرار دارد و همچنین در حالت پریدن هواگرد نیز به صورت موقت سرعت واماندگی را کاهش می دهد.